# Gré de Jongh
Grietje (Gré) de Jongh (Oostzaan, 2 november 1924 - Beverwijk, 6 februari 2002) was een Nederlandse atlete, die gespecialiseerd was in de sprint. Ze werd Nederlands kampioene op de 100 m en de 800 m. Ook nam ze tweemaal deel aan de Olympische Spelen, maar won hierbij geen medailles.

## Biografie
In 1948 maakte Gré de Jongh deel uit van de Nederlandse afvaardiging naar de Olympische Spelen van Londen. Op de 100 m reikte ze tot de halve finale, op de 200 m strandde ze in de series.
Haar internationaal meest aansprekende prestatie leverde Gré de Jongh in 1950 tijdens de Europese kampioenschappen in Brussel. Als lid van de 4 x 100 m vrouwenestafetteploeg, die verder bestond uit Xenia Stad-de Jong, Puck Brouwer en Fanny Blankers-Koen, behaalde zij een zilveren medaille in 47,4 s, een evenaring van het nationale record van 1948.
Twee jaar later, bij de Olympische Spelen van Helsinki, trad Gré de Jongh opnieuw aan als lid van de 4 x 100 m estafetteploeg. Samen met Nel Büch, Puck van Duyne-Brouwer en Wil Lust vestigde zij in de series in 47,1 een nationaal record. In de finale werd de ploeg in 47,8 echter zesde en laatste.
De Zaanse sprintster, die naast atletiek ook de korfbalsport beoefende, slaagde er eenmaal in om de jarenlange hegemonie van Fanny Blankers-Koen op de 100 m in Nederland te doorbreken door in 1950 op die afstand nationaal kampioene te worden.
Dat De Jongh over een uitzonderlijk uithoudingsvermogen beschikte, bewees zij in 1954, toen zij de eerste naoorlogse 800 meterkampioene van Nederland werd. Het nummer was voor het eerst sinds 1936 weer in het kampioensprogramma voor vrouwen opgenomen. Het Nederlands record van 2.29,0 uit 1935, op naam van ene Fanny Koen, had ze toen inmiddels al tweemaal verbeterd van 2.19,3 tot 2.17,2.
In het begin van haar atletiekloopbaan was Gré de Jongh lid van AV Zaandam. Later sloot zij zich aan bij de Amsterdamse damesatletiekvereniging Sagitta.

## Nederlandse kampioenschappen
| Onderdeel | Jaar |
| --------- | ---- |
| 100 m     | 1950 |
| 800 m     | 1954 |

## Persoonlijke records
| Onderdeel   | Prestatie | Datum             | Plaats    |
| ----------- | --------- | ----------------- | --------- |
| 100 m       | 12,1 s    | 23 mei 1948       | Den Haag  |
| 200 m       | 25,0 s    | 29 juni 1952      | Rotterdam |
| 800 m       | 2.17,2 s  | 30 september 1953 | Londen    |
| 80 m horden | 11,4 s    | 1946              |           |
| verspringen | 5,41 m    | 1948              |           |